# Alexander Sergejewitsch Bucharow
Alexander Sergejewitsch Bucharow (russisch Александр Сергеевич Бухаров; * 10. Februar 1975 in Labinsk, Krasnodar, Sowjetunion) ist ein russischer Schauspieler.

## Leben
Obwohl Alexander Bucharow in Labinsk als Sohn eines Bauingenieurs und einer Krankenschwester geboren wurde, wuchs er in Irkutsk auf. Nach eigenen Angaben war er ein unglaublich schlechter Schüler, der die Schule gehasst hat und sich lieber in einer Jugendbande und beim Boxen austobte. Und so schaffte er nicht einmal den Abschluss der 10. Klasse. Da er dadurch auch keine Möglichkeit hatte an der Berufsschule angenommen zu werden, half er einem Freund bei dessen Wunsch an der Irkutsker Schauspielschule aufgenommen zu werden. Während sein Freund später auf der Straße getötet wurde, durfte Bucharow an der Schule studieren und machte 1994 seinen Abschluss mit Auszeichnung, sodass er anschließend am Gerassimow-Institut für Kinematographie studieren durfte.
Nach seinem Abschluss 1998 erhielt er ein Angebot des Theater Dzhigarkhanyan und verblieb dort einige Jahre. Und obwohl er das Theater sehr schätzte, zog es ihn zum Kino, wo er allerdings bei den meisten seiner Vorsprechen nicht überzeugen konnte und selten eine Rolle bekam. Und die Rollen, die eher bekam, waren selten bessere Statisten. Doch der große Durchbruch kam, als er extra für den Film Volkodav iz roda Serykh Psov 15 kg abnahm, um die Hauptrolle spielen zu dürfen. Und obwohl der Film von der russischen Kritik einhellig verrissen wurde, war dies das Sprungbrett um in den folgenden Jahren für Rollen der Historienfilme Pakt der Bestien – The Sovereign’s Servant und Der Soldat des Zaren in Betracht gezogen zu werden.
Bucharow ist verheiratet und hat einen Sohn, der bei seiner Großmutter in Nischni Nowgorod lebt.

## Filmografie (Auswahl)
- 2003: Bumer (Бумер)
- 2006: Wolfhound – Wolfshund (Волкодав из рода Серых Псов)
- 2007: Pakt der Bestien – The Sovereign’s Servant (Слуга государев)
- 2008: Der Soldat des Zaren (Господа офицеры: Спасти императора)